# VIIe législature d'Espagne
La VIIe législature d'Espagne (en espagnol : vii legislatura de España) est un cycle parlementaire de quatre ans des Cortes Generales ouvert le 5 avril 2000, à la suite des élections générales du 12 mars 2000 et terminé le 20 janvier 2004 à la suite de la dissolution des deux chambres par le roi Juan Carlos Ier en vue des élections générales du 14 mars 2004 pour la constitution de la VIIIe législature. Elle a été précédée de la VIe législature.
La session solennelle d'ouverture de la législature a lieu le 3 mai 2000 ; elle est présidée par le roi Juan Carlos Ier.

## Groupes parlementaires

### Congrès des députés
| Nom | Nom                                                            | Début | Fin | Porte-parole                                                    |
| --- | -------------------------------------------------------------- | ----- | --- | --------------------------------------------------------------- |
|     | Populaire Grupo Parlamentario Popular en el Congreso           | 180   | 183 | Luis de Grandes                                                 |
|     | Socialiste Grupo Parlamentario Socialista                      | 125   | 124 | Luis Martínez Noval Jesús Caldera (5 septembre 2000)            |
|     | Catalan Grupo Parlamentario Catalán (Convergència i Unió)      | 15    | 15  | Xavier Trias                                                    |
|     | Izquierda Unida Grupo Parlamentario Federal de Izquierda Unida | 8     | 8   | Francisco Frutos Gaspar Llamazares (10 novembre 2000)           |
|     | Basque Grupo Parlamentario Vasco (EAJ-PNV)                     | 7     | 7   | Iñaki Anasagasti                                                |
|     | Coalition canarienne Grupo Parlamentario Coalición Canaria     | 7     | 4   | José Carlos Mauricio Rodríguez Paulino Rivero (14 juillet 2003) |
|     | Mixte Grupo Parlamentario mixto                                | 8     | 9   | Poste tournant                                                  |

### Sénat
| Groupe parlementaire | Groupe parlementaire                                                       | Début | Fin | Porte-parole                                                          |
| -------------------- | -------------------------------------------------------------------------- | ----- | --- | --------------------------------------------------------------------- |
|                      | Populaire au Sénat Grupo Parlamentario Popular en el Senado                | 150   | 150 | Esteban González Pons Antolín Sanz (24 juin 2003)                     |
|                      | Socialiste Grupo Parlamentario Socialista                                  | 69    | 67  | Juan José Laborda                                                     |
|                      | Catalan Grupo Parlamentario Catalán en el Senado                           | 11    | 10  | Francesc Xavier Marimon                                               |
|                      | Accord catalan de progrès Grupo Parlamentario Entesa Catalana de Progrés   | 11    | 12  | Isidre Molas                                                          |
|                      | Basque au Sénat (EAJ/PNV) Grupo Parlamentario de senadores vascos          | 8     | 7   | Joseba Zubia                                                          |
|                      | Coalition canarienne Grupo Parlamentario de senadores de Coalición Canaria | 6     | 6   | Victoriano Ríos Pérez Froilán Germán Rodríguez Díaz (15 juillet 2003) |
|                      | Mixte Grupo Parlamentario mixto                                            | 4     | 7   | Poste tournant                                                        |

## Bureaux des assemblées

### Congrès des députés
| Poste                     | Titulaire                                                   | Parti | Parti | Circonscription                   |
| ------------------------- | ----------------------------------------------------------- | ----- | ----- | --------------------------------- |
| Présidente                | Luisa Fernanda Rudi                                         |       | PP    | Saragosse                         |
| Premier vice-président    | Francisco Camps Margarita Mariscal de Gante (9 avril 2002)  |       | PP    | Valence Albacete                  |
| Deuxième vice-présidente  | Amparo Rubiales                                             |       | PSOE  | Séville                           |
| Troisième vice-présidente | Soledad Becerril                                            |       | PP    | Séville                           |
| Quatrième vice-président  | Josep López de Lerma                                        |       | CiU   | Gérone                            |
| Premier secrétaire        | Joan Oliart i Pons                                          |       | PSC   | Barcelone                         |
| Deuxième secrétaire       | José Antonio Bermúdez de Castro Gabriel Mato (19 juin 2003) |       | PP    | Salamanque Santa Cruz de Tenerife |
| Troisième secrétaire      | María Jesús Sáinz                                           |       | PP    | La Corogne                        |
| Quatrième secrétaire      | Presentación Urán González                                  |       | IU    | Valence                           |

### Sénat
| Poste                   | Titulaire                                             | Parti | Parti | Circonscription         |
| ----------------------- | ----------------------------------------------------- | ----- | ----- | ----------------------- |
| Président               | Esperanza Aguirre Juan José Lucas (22 octobre 2002)   |       | PP    | Madrid Castille-et-León |
| Premier vice-président  | Alfredo Prada Damián Caneda (25 novembre 2003)        |       | PP    | León Malaga             |
| Deuxième vice-président | Javier Rojo                                           |       | PSOE  | Alava                   |
| Première secrétaire     | María Eugenia Martín Mendizábal                       |       | PP    | Alava                   |
| Deuxième secrétaire     | Damián Caneda Juan García-Talavera (25 novembre 2003) |       | PP    | Malaga Tenerife         |
| Troisième secrétaire    | Pilar Nóvoa                                           |       | PSOE  | Ourense                 |
| Quatrième secrétaire    | Jaume Cardona Carles Florensa (9 décembre 2002)       |       | CiU   | Lleida                  |

## Gouvernement et opposition
| Statut            | Poste                      | Titulaire | Titulaire |
| ----------------- | -------------------------- | --------- | --- |
| Gouvernement : PP | Président du gouvernement  |           | José María Aznar                                                                                                 |
| Gouvernement : PP | Ministre de la Présidence  |           | Mariano Rajoy Juan José Lucas (28 février 2001) Mariano Rajoy (10 juillet 2002) Javier Arenas (3 septembre 2003) |
| Gouvernement : PP | Porte-parole au Congrès    |           | Luis de Grandes                                                                                                  |
| Gouvernement : PP | Porte-parole au Sénat      |           | Esteban González Pons Antolín Sanz (24 juin 2003)                                                                |
|                   |                            |           | |
| Opposition : PSOE | Secrétaire général du PSOE |           | Manuel Chaves a.i. José Luis Rodríguez Zapatero (23 juillet 2000)                                                |
| Opposition : PSOE | Porte-parole au Congrès    |           | Luis Martínez Noval Jesús Caldera (5 septembre 2000)                                                             |
| Opposition : PSOE | Porte-parole au Sénat      |           | Juan José Laborda                                                                                                |

### Investiture
Le 26 avril 2000, José María Aznar, président sortant chargé de l'expédition des affaires courantes, se soumet à un débat d'investiture. Sa candidature est acceptée, à la majorité absolue, lors du premier vote.
| Candidat              | Date                                     | Vote       |     |      |     |    |     |    |     |    |     |     |    |     | Résultat  |
| Candidat              | Date                                     | Vote       | PP  | PSOE | CiU | IU | PNV | CC | BNG | PA | ERC | ICV | EA | CHA | Résultat  |
| José María Aznar (PP) | 26 avril 2000 (majorité absolue requise) | Oui        | 183 |      | 15  |    |     | 4  |     |    |     |     |    |     | 202 / 350 |
| José María Aznar (PP) | 26 avril 2000 (majorité absolue requise) | Non        |     | 125  |     | 8  | 7   |    | 3   | 1  | 1   | 1   | 1  | 1   | 148 / 350 |
| José María Aznar (PP) | 26 avril 2000 (majorité absolue requise) | Abstention |     |      |     |    |     |    |     |    |     |     |    |     | 0 / 350   |

### Commission d'enquête

#### Gestcartera
Le 7 septembre 2001, une commission d'investigation sur Gescartera est constituée. Luis Mardones Sevilla, député de la coalition canarienne pour Santa Cruz de Tenerife, se charge de la présidence de la commission jusqu'à sa dissolution le 15 novembre 2011.
La commission est chargée d'étudier l'affaire Gescartera : un scandale financier ayant eu lieu en 2001 en Espagne dans lequel plus de cent-vingt millions d'euros ont disparu et plus de deux mille personnes physiques et morales ont été touchées.

## Commissions parlementaires

### Congrès des députés
| Commission                                                                     | Président | Parti | Parti | Circonscription                |
| ------------------------------------------------------------------------------ | --- | ----- | ----- | ------------------------------ |
| Commissions permanentes législatives                                           | |       |       |                                |
| Commission constitutionnelle                                                   | Margarita Mariscal de Gante Jaime Ignacio del Burgo (17 avril 2002) | PP    |       | Albacete Navarre               |
| Commission des Affaires étrangères                                             | Isabel Tocino (jusqu'au 15 juillet 2002) Jesús Posada (24 septembre 2002) | PP    |       | Tolède Soria                   |
| Commission de la Justice et de l'Intérieur                                     | José Manuel Romay (jusqu'au 3 janvier 2003) Jesús López-Medel (à partir du 6 février 2003)                                                                                     | PP    |       | La Corogne Cantabrie           |
| Commission de la Défense                                                       | Javier Rupérez (jusqu'au 11 juillet 2000) Rogelio Baón (à partir du 11 octobre 2000)                                                                                           | PP    |       | Ciudad Real Madrid             |
| Commission de l'Éducation, de la Culture et des Sports                         | Eugenio Nasarre Goicoechea | PP    |       | Madrid                         |
| Commission de l'Économie et des Finances                                       | Santiago Lanzuela | PP    |       | Teruel                         |
| Commission des Budgets                                                         | Joaquín Almunia | PSOE  |       | Madrid                         |
| Commission de l'Agriculture, de l'Élevage et de la Pêche                       | José Cruz Pérez Lapazarán | PP    |       | Navarre                        |
| Commission des Infrastructures                                                 | Luis Marquínez Marquínez | PP    |       | Huelva                         |
| Commission de la Politique sociale et de l'Emploi                              | Julio Padilla | PP    |       | Lugo                           |
| Commission de la Santé et de la Consommation                                   | Feliciano Blázquez | PP    |       | Ávila                          |
| Commission du Régime des administrations publiques                             | Narcís Serra | PSC   |       | Barcelone                      |
| Commission de l'Environnement                                                  | María Bernarda Barrios Curbelo Juan Carlos Aparicio (19 décembre 2002) Celia Villalobos (30 juin 2003)                                                                         | PP    |       | Las Palmas Burgos Malaga       |
| Commission de la Science et de la Technologie                                  | Xavier Trias | CiU   |       | Barcelone                      |
| Commissions permanentes non législatives                                       | |       |       |                                |
| Commission du Règlement                                                        | Luisa Fernanda Rudi | PP    |       | Saragosse                      |
| Commission du Statut des députés                                               | Aurelio Romero Girón | PP    |       | Cadix                          |
| Commission des Pétitions                                                       | Rafael Arias-Salgado José Ignacio Llorens (28 septembre 2000) | PP    |       | Madrid Lleida                  |
| Commission du contrôle parlementaire de RTVE                                   | Carmen Alborch | PSOE  |       | Valence                        |
| Commission de la Coopération internationale pour le développement              | Pedro Antonio Martín Marín (jusqu'au 4 septembre 2000) Jesús López-Medel (à partir du 28 septembre 2000) Celia Villalobos (18 février 2003) Fernando López-Amor (30 juin 2003) | PP    |       | Madrid Cantabrie Malaga Madrid |
| Commission consultative des Nominations                                        | Luisa Fernanda Rudi | PP    |       | Saragosse                      |
| Commissions d'enquêtes                                                         | |       |       |                                |
| Commission sur Gescartera                                                      | Luis Mardones Sevilla | CC    |       | Santa Cruz de Tenerife         |
| Commissions d'étude                                                            | |       |       |                                |
| Commission de valorisation des résultats du pacte de Tolède                    | Fernando Fernández de Trocóniz Jesús Merino (19 février 2002) | PP    |       | Salamanque Ségovie             |
| Commission de commémoration de la transition, de l'exil et de la guerre civile | Guillermo Gortázar | PP    |       | Barcelone                      |

### Sénat
| Commission                                                                  | Président                                                                                   | Parti | Parti | Circonscription             |
| --------------------------------------------------------------------------- | ------------------------------------------------------------------------------------------- | ----- | ----- | --------------------------- |
| Commissions permanentes législatives                                        |                                                                                             |       |       |                             |
| Commission constitutionnelle                                                | Pedro Agramunt                                                                              | PP    |       | Valence                     |
| Commission de l'Agriculture, de l'Élevage, de la Pêche et de l'Alimentation | José Macías Santana                                                                         | PP    |       | Grande Canarie              |
| Commission des Affaires étrangères                                          | Gabriel Elorriaga                                                                           | PP    |       | Castellón                   |
| Commission des Affaires latino-américaines                                  | Luis Manuel Egusquiaguirre                                                                  | PP    |       | Guadalajara                 |
| Commission de la Science et de la Technologie                               | Alonso Arroyo Hodgson                                                                       | CC    |       | Tenerife                    |
| Commission de la Défense                                                    | Alejandro Muñoz-Alonso                                                                      | PP    |       | Madrid                      |
| Commission de l'Économie, du Commerce et du Tourisme                        | José Seguí Díaz                                                                             | PP    |       | Minorque                    |
| Commission de l'Éducation, de la Culture et du Sport                        | Juan Van-Halen                                                                              | PP    |       | Communauté de Madrid        |
| Commission des Finances                                                     | Sixte Cambra                                                                                | CiU   |       | Barcelone                   |
| Commission des Infrastructures                                              | Tomás Burgos Beteta                                                                         | PP    |       | Tolède                      |
| Commission de l'Intérieur et du Régime des administrations publiques        | Victorino Núñez Rodríguez                                                                   | PP    |       | Galice                      |
| Commission de la Justice                                                    | Juan Moya Sanabria                                                                          | PP    |       | Séville                     |
| Commission de la Société de l'information et de la Connaissance             | María Mercedes Coloma Pesquera                                                              | PP    |       | Valladolid                  |
| Commission des Entités locales                                              | María José Solana Barras                                                                    | PP    |       | Badajoz                     |
| Commission de l'Environnement                                               | Ángel Bernáldez                                                                             | PP    |       | Cáceres                     |
| Commission des Budgets                                                      | Ramón Aleu i Jornet                                                                         | PSC   |       | Tarragone                   |
| Commission de la Santé et de la Consommation                                | Enrique Bellido Muñoz Rosa ópez Garnica (26 septembre 2002)                                 | PP    |       | Cordoue Navarre             |
| Commission du Travail et des Affaires sociales                              | Agustín Conde (jusqu'au 25 juin 2003) José Manuel Ruiz Rivero (à partir du 14 juillet 2003) | PP    |       | Castille-La Manche Majorque |
| Commissions permanentes non législatives                                    |                                                                                             |       |       |                             |
| Commission du Règlement                                                     | Esperanza Aguirre Juan José Lucas (22 octobre 2002)                                         | PP    |       | Madrid Castille-et-León     |
| Commission des Incompatibilités                                             | José María Escuín (jusqu'au 16 octobre 2000) Rodolfo Ainsa (à partir du 27 novembre 2000)   | PP    |       | Castellón Huelva            |
| Commission des Réclamations                                                 | Manuel Arqueros                                                                             | PP    |       | Andalousie                  |
| Commission des Pétitions                                                    | Demetrio Madrid                                                                             | PSOE  |       | Zamora                      |
| Commission des Nominations                                                  | Esperanza Aguirre Juan José Lucas (22 octobre 2002)                                         | PP    |       | Madrid Castille-et-León     |
| Commission générale des Communautés autonomes                               | Víctor Manuel Vázquez Portomeñe                                                             | PP    |       | Pontevedra                  |

### Conjointes
| Commission                                                 | Président                        | Parti | Parti | Circonscription | Chambre |
| ---------------------------------------------------------- | -------------------------------- | ----- | ----- | --------------- | ------- |
| Commission pour les Relations avec le Tribunal des comptes | Gabino Puche                     | PP    |       | Jaén            | Congrès |
| Commission pour l'Union européenne                         | Josep Borrell                    | PSOE  |       | Barcelone       | Congrès |
| Commission pour les Relations avec le Défenseur du peuple  | Rogelio Baón Ramírez             | PP    |       | Madrid          | Congrès |
| Commission des droits de la femme                          | María Isabel San Baldomero Ochoa | PP    |       | La Rioja        | Sénat   |
| Commission pour le problème des drogues                    | Juan Morano Masa                 | PP    |       | León            | Congrès |